# リードアジア
リードアジア（英: RLead Asia）は、2013年に始まった、日中友好に向けて積極的な若者を増やすことを目的としたプログラムである。
プログラムの参加者を通してアジアに精通（Read）し、将来のアジアを牽引（Lead）する人材を育成する。
毎年８月中旬ごろ日中の学生が7 - 8泊の日程で共同生活や企業訪問を通してビジネス課題を議論し日中両国の学生が相互理解を深める。

## 歴史
2013年日中関係に関心があった日本人学生有志が実行委員となり企画したのが始まりである。

### 沿革
- 2013年8月 第1回リードアジア 開催
- 2014年8月 第2回リードアジア 開催
- 2015年8月 第3回リードアジア 開催
- 2016年8月 第4回リードアジア 開催
- 2017年8月 第5回リードアジア 開催
- 2018年8月 第6回リードアジア 開催
- 2019年8月 第7回リードアジア 開催

## 活動目的
『リードアジア』の事業は、2012年に尖閣諸島問題を発端に日中関係が悪化した時期において、従来の日中交流事業では日中交流の裾野が広がらないという問題点を解消するために日中学生交流連盟局員より発案された。多くの学生の興味の対象である「ビジネス・就職」の要素を持ち、かつ学生同士が議論を元に深い価値観の交流を行える、「企業訪問」を日中交流に取り入れることで、それまで日中交流に馴染みがなかった学生を「日中交流に興味を持つ」層に引き上げ、また参加を契機にさらなる日中交流活動へ、ひいてはアジアを牽引する人材へとつなげることを目的としている。
以来毎年「企業訪問」×「日中交流」をテーマとし、日本人学生、在日中国人留学生（日本の大学で学ぶ中国人学生）、中国本土学生合わせて40 - 50人で、8泊9日間東京都内に宿泊し、企業訪問による交流と文化交流の双方を通じて日中両国の理解を深め、日中交流を行っている。使用言語は原則日本語。そのため中国人学生は大学で日本語を学習している学生が多いことが特徴である。

## 活動内容
企業訪問では、中国に事業を展開している中小企業や大企業を中心に毎年10社ほどの協力を得て、オフィスを訪問して日中混合のグループで企業から出された課題に関してディスカッションを行う。そうした中で、学生側には、課題に関する企業からのフィードバックも含めたより深い交流と学びを提供し、企業側には学生ならではの視点を提供する。また、工場見学や企業見学も通して、企業について・日中ビジネスについての理解も深めていき、全ての企業訪問を終えた後には成果発表会によって、アウトプットの機会も用意する。この成果発表会では決まったテーマについてこれまでの企業訪問を踏まえて議論し、訪問した企業へプレゼンテーションを行うことで、単なる日中交流では終わらせない、ビジネスを通した体験を提供する。
文化交流では、料理大会や観光といった交流促進を目的とした企画に加え、お互いの文化に関する勉強会を行い、互いの文化の違いを、世界、アジアの中の日中関係について考えを深めることを目指す。日中事情に詳しい方による講演会も行い、両国の理解の促進を促すプログラムを用意している。

## 活動実績（過去訪問企業、過去参加者主要出身校）

### これまでの協力企業
第1回 2013年
川崎重工業株式会社、株式会社資生堂、株式会社JTBグローバルマーケティング&トラベル、ソニー株式会社、大日本印刷株式会社、Diixi Pte.Ltd、東京海上日動火災株式会社、フォースバレー・コンシェルジュ、株式会社大和総研
第2回 2014年
サントリー食品インターナショナル株式会社、株式会社JTBグローバルマーケティング&トラベル、ソフトバンクグループ、大日本印刷株式会社、独立行政法人日本貿易振興機構、富士セイラ株式会社、株式会社毎日新聞社、睦特殊金属工業株式会社、株式会社リエイ
第3回 2015年
日本放送協会（NHK）、ゼンショーHD、大日本印刷株式会社、日本銀行、株式会社博報堂、藤田観光株式会社 三菱商事株式会社、株式会社三菱UFJ銀行、睦特殊金属工業株式会社、ラオックス株式会社
第4回 2016年
株式会社エヌ・エヌ・エー（共同通信グループ）、株式会社資生堂、株式会社GU（ファーストリテイリンググループ）、 株式会社JTBグローバルマーケティング&トラベル、株式会社東京証券取引所、株式会社日本経済新聞社、株式会社文明堂東京、株式会社ホトロン、日本電気株式会社、藤田観光株式会社、丸紅株式会社、横河電機株式会社
第5回 2017年
伊藤忠商事株式会社、SMBC日興証券株式会社、外務省、株式会社JTBグローバルマーケティング&トラベル 全日本空輸株式会社、日本電気株式会社、藤田観光株式会社、株式会社文明堂東京、株式会社三菱UFJ銀行
第6回 2018年
外務省、株式会社JTBグローバルマーケティング&トラベル、全日本空輸株式会社、藤田観光株式会社、株式会社三菱UFJ銀行、日本電気株式会社、アビームコンサルティング株式会社、日本放送協会、ホトロン株式会社、株式会社マイナビ

### 過去日本人参加者所属大学
青山学院大学、沖縄国際大学、慶應義塾大学、神戸大学、国際教養大学、国際基督教大学、札幌大学、上智大学、創価大学、中央大学、津田塾大学、東京大学、東京外国語大学、東京農工大学、同志社大学、一橋大学、山口大学、早稲田大学 、中央美術大学

### 過去中国人参加者所属大学
清華大学、外交学院、山東師範大学、復旦大学、厦門大学、南京大学、東南大学、四川大学、雲南師範大学、大連交通大学、中国人民大学、重慶師範大学、長安大学、浙江工商大学、黒竜江大学、中山大学 等

## メディア報道
NHK、人民中国、北京週報などの有名メディアでも取り上げられた実績を持つ。

## 共催
日中学生交流連盟と独立行政法人国際交流基金日中交流センターが共催している。